# Jurica Vučko
Jurica Vučko (ur. 8 października 1976 w Splicie) – piłkarz chorwacki grający na pozycji napastnika.
Vučko urodził się w Splicie i tam też stawiał pierwsze piłkarskie kroki w szkółce piłkarskiej Hajduka Split. Do pierwszej drużyny Hajduka trafił w 1995 roku, ale w pierwszej lidze zadebiutował rok później. W 5 meczach w swoim premierowym sezonie zdobył 3 bramki. Dzięki temu w sezonie 1996/1997 młody Vučko stał się podstawowym zawodnikiem drużyny Hajduka. Hajduk został wicemistrzem kraju, a Vučko z 15 golami na koncie był najlepszym strzelcem splickiego zespołu. W sezonie 1999/2000 odniósł swój jedyny sukces z Hajdukiem – zdobył Puchar Chorwacji.
Latem 2000 roku Vučko podpisał kontrakt z klubem Primera División Deportivo Alavés. W Deportivo walczył o miejsce w ataku z takimi zawodnikami jak: Javi Moreno i Urugwajczyk Iván Alonso. Zespół Alavés zajął 10. miejsce w lidze, a Chorwat zdobył 3 bramki w 11 meczach (na 38. kolejek ligowych). Na sezon 2002/2003 zdecydowano się wypożyczyć Vučko do zespołu z Segunda División, UD Salamanca. W zespole z Salamanki zdobył 3 gole w 12 rozegranych meczach. Po sezonie Vučko powrócił do drużyny Alavés, która właśnie spadła z Primera División. Latem 2004 odszedł do innej drużyny z drugiej ligi, Polideportivo Ejido. Przez 2 lata gry w tym klubie Jurica zdobył 5 bramek w 35 rozegranych ligowych meczach i latem 2006 postanowił powrócić do Hajduka. W 2007 roku wyjechał do chińskiego Tianjin Teda i w jego barwach zakończył karierę.
W reprezentacji Chorwacji Vučko zadebiutował 10 października 1998 roku w wygranym 4:1 wyjazdowym meczu z Maltą w ramach kwalifikacji do Euro 2000. Potem na blisko 1,5 roku wypadł z kadry i powrócił do niej w 2000 roku rozgrywając 2 mecze towarzyskie – 23 lutego z Hiszpanią (0:0) oraz 28 maja z Francją (0:2). Potem w kadrze zagrał jeszcze tylko 1 raz – 26 czerwca 2001 roku w wygranym 4:1 meczu z San Marino w ramach kwalifikacji do MŚ 2002. Jego dorobek reprezentacyjny to 4 mecze, 0 bramek.
| Sezon   | Klub                | Kraj      | Rozgrywki            | Mecze | Bramki |
| ------- | ------------------- | --------- | -------------------- | ----- | ------ |
| 1995/96 | Hajduk Split        | Chorwacja | Prva HNL             | 5     | 3      |
| 1996/97 | Hajduk Split        | Chorwacja | Prva HNL             | 27    | 15     |
| 1997/98 | Hajduk Split        | Chorwacja | Prva HNL             | 20    | 5      |
| 1998/99 | Hajduk Split        | Chorwacja | Prva HNL             | 31    | 8      |
| 1999/00 | Hajduk Split        | Chorwacja | Prva HNL             | 21    | 6      |
| 2000/01 | Deportivo Alavés    | Hiszpania | Primera División     | 11    | 3      |
| 2001/02 | Deportivo Alavés    | Hiszpania | Primera División     | 17    | 0      |
| 2002/03 | UD Salamanca        | Hiszpania | Segunda División     | 12    | 3      |
| 2003/04 | Deportivo Alavés    | Hiszpania | Segunda División     | 30    | 2      |
| 2004/05 | Polideportivo Ejido | Hiszpania | Segunda División     | 24    | 4      |
| 2005/06 | Polideportivo Ejido | Hiszpania | Segunda División     | 11    | 1      |
| 2006/07 | Hajduk Split        | Chorwacja | Prva HNL             | 8     | 0      |
| 2007    | Tianjin Teda        | Chiny     | Chinese Super League | 7     | 2      |